# بونی بارتلت
بونی بارتلت (انگلیسی: Bonnie Bartlett؛ زادهٔ ۲۰ ژوئن ۱۹۲۹) یک هنرپیشه اهل ایالات متحده آمریکا است.
او در فیلم نینا بازی کرده است.